# 가지역
가지역(일본어: 加治駅)은 일본 니가타현 시바타시에 위치한 동일본 여객철도 우에쓰 본선의 철도역이다. 섬식 승강장 1면 2선의 구조를 갖춘 지상역이다.

## 이용 현황
| 승차 인원 추이 | 승차 인원 추이 |
| 연도           | 1일 평균       |
| -------------- | -------------- |
| 2000           | 321            |
| 2001           | 346            |
| 2002           | 345            |
| 2003           | 318            |

## 역 주변
- JA 기타에치고 가지 지점

## 역사
- 1914년 6월 1일 : 시바타 - 나카조 간 개업 때에 개설.
- 1924년 7월 31일 : 우에쓰 선의 역이 된다.
- 1925년 11월 20일 : 지선으로 된 아카타니 선 개업에 수반해, 우에쓰 본선의 역이 된다.
- 1969년 10월 1일 : 수하물 및 소하물의 배달취급을 폐지.
- 1972년 9월 1일 : 화물 의 취급, 수하물 및 소하물의 취급을 폐지.
- 1987년 4월 1일 : 일본국유철도 분할 민영화에 의해 동일본 여객철도가 승계.
- 2004년 10월 31일 : 역 업무의 위탁을 해제, 무인화.

## 인접 역
| 동일본 여객철도 우에쓰 본선 | 동일본 여객철도 우에쓰 본선 | 동일본 여객철도 우에쓰 본선 |
| --------------------------- | --------------------------- | --------------------------- |
| 시바타 니쓰 방면            | ■ 우에쓰 본선               | 가나즈카 아키타 방면        |